# Joseph Schoffelen
Joannes Josephus Hubertus (Joseph) Schoffelen (Jabeek, 14 november 1910 – Onderbanken, 20 maart 1983) was een Nederlands politicus.
Hij werd geboren als zoon van Victorius Joannes Hendrikus Josephus Maria Schoffelen (1866-1941) en Maria Hubertina Bernartina Drummen (1871-1948). Hij bezocht het Bisschoppelijk College in  Roermond. Zijn vader was van 1896 tot 1913 burgemeester-secretaris van Jabeek. In dat laatste jaar gaf deze zijn burgemeesterschap op maar bleef daar nog ruim 20 jaar aan als gemeentesecretaris. Begin 1934 volgde J.J.H. Schoffelen zijn vader op als gemeentesecretaris van Jabeek. In navolging van zijn vader en diens vader (Jan Schoffelen) werd hij in december 1945 burgemeester van Jabeek. Vanaf oktober 1954 was hij tevens burgemeester van de aangrenzende gemeente Bingelrade. Eind 1975 ging Schoffelen met pensioen en in 1983 overleed hij op 72-jarige leeftijd.